# Tutush I
Tutush b. Alp Arslān (in arabo تتش بن ألب أرسلان‎?; in persiano أبو سعيد تاج الدولة تتش‎; 1066 – Rey, 25 febbraio 1095) è stato un sultano turco della dinastia dei selgiuchidi.

## Vita
Tāj al-Dawla Abū Saʿīd Tutush ibn Alp Arslān b. Dāwūd b. Mīkāʾīl b. Saljūq fu figlio di Alp Arslan e fratello di Malik Shah I. 
Fu Emiro selgiuchide di Damasco dal 1078 al 1092, quindi Sultano di Damasco dal 1092 al 1094. 
Nel 1078 il Turkmeno di Corasmia Atsız ibn Uvak, che s'era impadronito di Damasco grazie ai Fatimidi, alla loro intenzione di prendere il controllo della città, chiese aiuto al sultano Selgiuchide Malik Shāh che mandò in suo soccorso il fratello Tutush.
Questi raddrizzò la situazione ma poi uccise Atsız e fondò la dinastia selgiuchide di Siria (1078-1117), giungendo a conquistare per breve periodo anche Gerusalemme (ripresa poco dopo dai Fatimidi), Giaffa e Sidone, senza riuscire invece a conquistare Aleppo, di cui s'impadronì il signore ʿuqaylide di Mossul, Sharaf al-Dawla Muslim b. Quraysh (1083).
Il selgiuchide Suleymān I, che si era ribellato contro Malikshāh I, si era intanto proclamato sultano di Iconio, ossia Sultano selgiuchide di Rūm. Nel 1085 fu sconfitto ad Aleppo da Tutush, che affidò la città all'atabeg Aq Sunqur al-Hajib, padre di Zangi e nonno di Norandino.
Nel 1086 Tutush I prese Antiochia, dove uccise Suleymān, poi marciò sull'Anatolia allo scopo di eliminare Abū l-Qāsim, reggente per conto del giovane figlio di Suleyman, Qilij Arslan I, che era prigioniero a Baghdad, ma i Bizantini l'obbligarono a ritirarsi.
Nel 1085 si ribellò al fratello Malik Shāh e conquistò la maggior parte della Siria, prima di perderla nel 1086 e riconquistarla nel 1094. Dopo la morte del fratello Malik Shāh, quando l'Impero selgiuchide piombò in un aspro conflitto di successione, Tutush riuscì a mantenere il controllo della Siria, dopo che il fratello ve lo aveva confermato, ma in veste di suo vassallo.
Fu ucciso (e decapitato) il 25 febbraio 1095, mentre combatteva a Dāshīlwā, presso Rayy, contro suo nipote Berkyārūq b. Malik Shāh, che riuscì a farsi riconoscere unico Sultano al termine di un lungo e cruento confronto interno alla famiglia selgiuchide.
Dopo la sua morte, suo figlio minore Duqaq ereditò Damasco, provocando però la rivolta del fratello maggiore Riḍwān, cosa che costrinse i contendenti a un accomodamento, in base al quale il regno paterno veniva diviso: Riḍwān ebbe infatti Aleppo mentre a Duqaq restò Damasco.

La gestione del potere fu affidata ad alcuni atabeg, uno dei quali - Toghtigin - fondò a Damasco la dinastia dei Buridi.

## Famiglia
Sposò Safwat Khatun, da cui ebbe tre figli:
- Ridwan (1077 - 1113), sultano di Aleppo;
- Duqaq I (? - 1104), sultano di Damasco;
- Irtash (1092 - ?), sultano di Damasco.